# Halowe Mistrzostwa Świata w Lekkoatletyce 2022 – sztafeta 4 × 400 m kobiet
Sztafeta 4 × 400 metrów kobiet – jedna z konkurencji biegowych rozgrywanych podczas halowych lekkoatletycznych mistrzostw świata w Štark Arena w Belgradzie.
Tytułu mistrzowskiego z 2018 nie obroniły Amerykanki, które zajęły czwarte miejsce.

## Terminarz
| Data     | Godzina |            |
| -------- | ------- | ---------- |
| 20 marca | 11:45   | Eliminacje |
| 20 marca | 19:55   | Finał      |

## Rekordy
W poniższej tabeli przedstawiono (według stanu przed rozpoczęciem mistrzostw) halowe rekordy świata, poszczególnych kontynentów, halowych mistrzostw świata oraz najlepszy wynik na listach światowych w 2022.
|                                   | Reprezentacja     | Wynik   | Miejsce         | Data                  |
| --------------------------------- | ----------------- | ------- | --------------- | --------------------- |
| Halowy rekord świata              | Rosja             | 3:23,37 | Glasgow         | 28 stycznia 2006(dts) |
| Rekord halowych mistrzostw świata | Stany Zjednoczone | 3:23,85 | Birmingham      | 4 marca 2018(dts)     |
| Halowy rekord Afryki              | Nigeria           | 3:29,67 | Sopot           | 8 marca 2014(dts)     |
| Halowy rekord Ameryki Południowej | Boliwia           | 3:47,37 | Cochabamba      | 20 lutego 2022(dts)   |
| Halowy rekord Ameryki Północnej   | Stany Zjednoczone | 3:23,85 | Birmingham      | 4 marca 2018(dts)     |
| Halowy rekord Australii i Oceanii | Australia         | 3:26,87 | Maebashi        | 7 marca 1993(dts)     |
| Halowy rekord Azji                | Bahrajn           | 3:35,07 | Athlone         | 18 lutego 2015(dts)   |
| Halowy rekord Europy              | Rosja             | 3:23,37 | Glasgow         | 28 stycznia 2006(dts) |
| Listy światowe                    | Arkansas          | 3:24,09 | College Station | 26 lutego 2022(dts)   |

## Wyniki
| WR – rekord świata \| CR – rekord mistrzostw świata \| NR – rekord kraju \| AR – rekord kontynentu \| WL – najlepszy wynik na listach światowych w sezonie 2022 \| SB – najlepszy wynik w sezonie |

### Eliminacje
Awans: Dwie najlepsze z każdego biegu (Q) oraz dwie z najlepszymi czasami wśród przegranych (q).
Źródło: World Athletics.
| Pozycja | Bieg | Tor | Reprezentacja     | Zawodniczki                                                                        | Czas    | Uwagi |
| ------- | ---- | --- | ----------------- | ---------------------------------------------------------------------------------- | ------- | ----- |
| 1.      | 1    | 6   | Stany Zjednoczone | Jessica Beard, Brittany Aveni, Natashia Jackson, Lynna Irby                        | 3:28,82 | Q,    |
| 2.      | 1    | 5   | Holandia          | Lieke Klaver, Eveline Saalberg, Andrea Bouma, Lisanne de Witte                     | 3:29,36 | Q,    |
| 3.      | 2    | 6   | Polska            | Iga Baumgart-Witan, Aleksandra Gaworska, Natalia Kaczmarek, Justyna Święty-Ersetic | 3:30,51 | Q,    |
| 4.      | 1    | 3   | Belgia            | Hanne Claes, Naomi Van Den Broeck, Imke Vervaet, Camille Laus                      | 3:30,58 | q,    |
| 5.      | 1    | 4   | Wielka Brytania   | Hannah Williams, Ama Pipi, Yemi Mary John, Jessie Knight                           | 3:30,69 | q,    |
| 6.      | 2    | 5   | Jamajka           | Roneisha McGregor, Janieve Russell, Tiffany James, Junelle Bromfield               | 3:30,91 | Q,    |
| 7.      | 2    | 3   | Irlandia          | Sophie Becker, Roisin Harrison, Sharlene Mawdsley, Phil Healy                      | 3:30,97 | NR    |
| 8.      | 2    | 4   | Kanada            | Lauren Gale, Kyra Constantine, Natassha McDonald, Sage Watson                      | 3:31,45 | NR    |
| 9.      | 1    | 2   | Hiszpania         | Sara Gallego, Geena Stephens, Carmen Avilés, Laura Bueno                           | 3:34,92 | SB    |
| 10.     | 2    | 2   | Słowenia          | Agata Zupin, Jerneja Smonkar, Veronika Sadek, Anita Horvat                         | 3:37,08 | NR    |

### Finał
Źródło: World Athletics.
| Pozycja | Tor | Reprezentacja     | Zawodniczki                                                                    | Czas    | Uwagi |
| ------- | --- | ----------------- | ------------------------------------------------------------------------------ | ------- | ----- |
| 01 !    | 3   | Jamajka           | Junelle Bromfield, Janieve Russell, Roneisha McGregor, Stephenie Ann McPherson | 3:28,40 | SB    |
| 02 !    | 4   | Holandia          | Lieke Klaver, Eveline Saalberg, Lisanne de Witte, Femke Bol                    | 3:28,57 | SB    |
| 03 !    | 5   | Polska            | Natalia Kaczmarek, Iga Baumgart-Witan, Kinga Gacka, Justyna Święty-Ersetic     | 3:28,59 | SB    |
| 4.      | 6   | Stany Zjednoczone | Na’Asha Robinson, Jessica Beard, Brittany Aveni, Lynna Irby                    | 3:28,63 | SB    |
| 5.      | 1   | Wielka Brytania   | Hannah Williams, Ama Pipi, Yemi Mary John, Jessie Knight                       | 3:29,82 | SB    |
| 6.      | 2   | Belgia            | Hanne Claes, Naomi Van Den Broeck, Imke Vervaet, Camille Laus                  | 3:33,61 |       |